# Zabrđe (Konjic, BiH)
Zabrđe je naseljeno mjesto u općini Konjic, Federacija Bosne i Hercegovine, BiH.

## Stanovništvo

### 1991.
Nacionalni sastav stanovništva 1991. godine, bio je sljedeći:
ukupno: 267
- Hrvati – 257 (96,25 %)
- Jugoslaveni – 4 (1,50 %)
- ostali, neopredijeljeni i nepoznato – 6 (2,25 %)

### 2013.
Nacionalni sastav stanovništva 2013. godine, bio je sljedeći:
ukupno: 303
- Bošnjaci – 251 (82,84 %)
- Hrvati – 50 (16,50 %)
- ostali, neopredijeljeni i nepoznato – 2 (0,66 %)